# سفارة فرنسا في الإمارات العربية المتحدة
سفارة فرنسا في الإمارات العربية المتحدة هي أرفع تمثيل دبلوماسي لدولة فرنسا لدى الإمارات العربية المتحدة. تقع السفارة في أبو ظبي وهي تهدف لتعزيز المصالح الفرنسية في الإمارات العربية المتحدة.

## وصلات خارجية
- الموقع الرسمي
- قائمة سفارات فرنسا
- قائمة السفارات في الإمارات العربية المتحدة